# Echinolittorina ziczac
Echinolittorina ziczac, trước đây được gọi là Littorina ziczac, là một loài ốc biển nhỏ, là động vật thân mềm chân bụng sống ở biển trong họ Littorinidae.
Loài này sinh sống miền tây nhiệt đới Đại Tây Dương, từ Florida đến Barbados, bao gồm bờ biển vùng Caribe của Trung Mỹ. Loài này rất phổ biến ở những nơi đá thủy triều xen kẽ.

## Miêu tả
Độ dài vỏ lớn nhất ghi nhận được là 23 mm.

## Môi trường sống
Độ sâu nhỏ nhất ghi nhận được là -3 m. Độ sâu lớn nhất ghi nhận được là 0 m.

## Hình ảnh

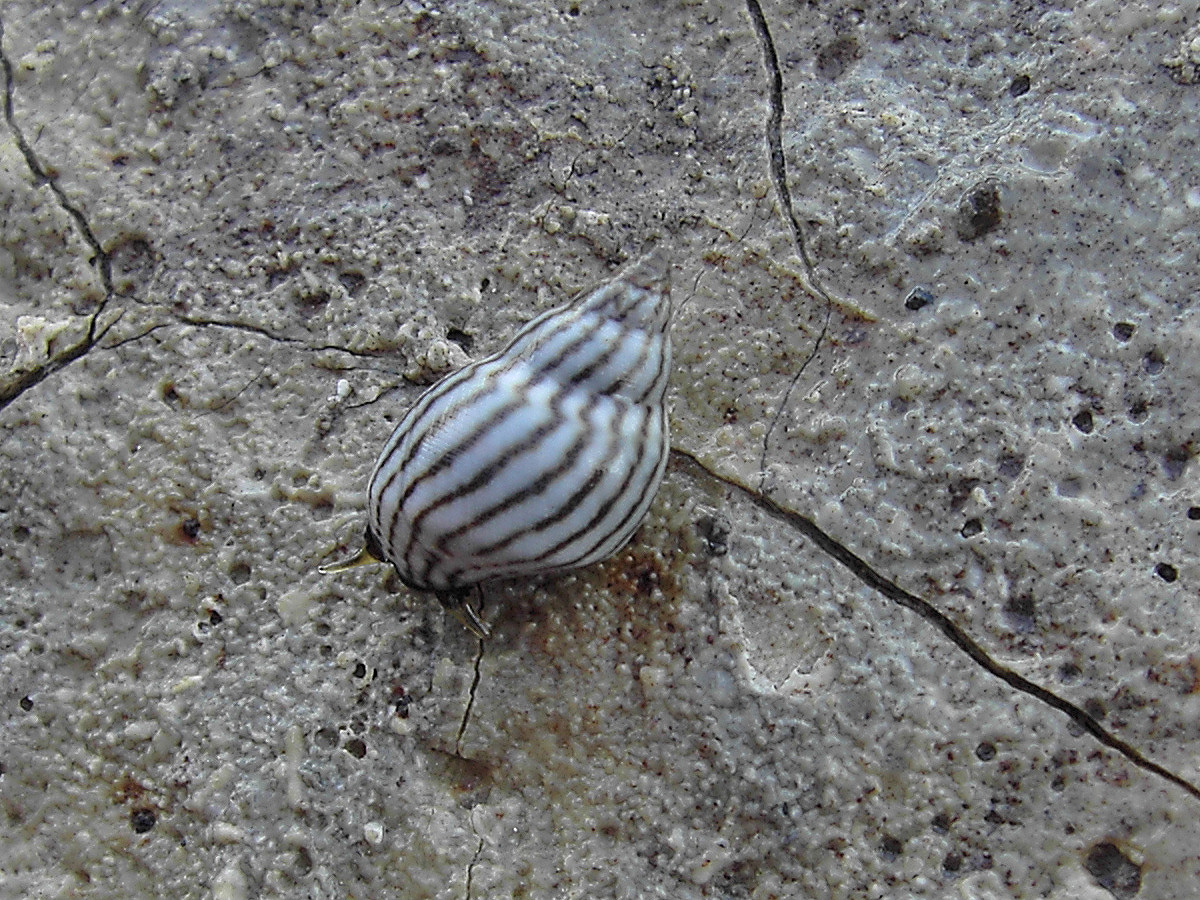